# بائعين 3
بائعين 3 (بالإنجليزية: Clerks III)‏ هو فيلم كوميدي أمريكي قادم من إخراج وتأليف كيفن سميث ومن بطولة بريان أهلوران، جيف أندرسون، تريفور فيهرمان، جاسون ميويس وروزاريو دوسن. من المقرر صدور الفيلم في 4 سبتمبر 2022.